# Línia RL4
La línia RL4 és un servei de ferrocarril de rodalia, entre Lleida Pirineus i  Terrassa Estació del Nord per la via de Manresa, de Rodalies de Catalunya, de la Generalitat de Catalunya i operada per Renfe Operadora, que circula a través de línies de ferrocarril de via d'ample ibèric d'Adif. Comparteix recorregut entre Manresa i Terrassa Estació del Nord amb els trens de la línia de rodalia de barcelona R4.
La línia és va posar en funcionament el dia 15 de desembre del 2024 i després d'anys de reivindicació des del territori per crear una línia de rodalia en aquesta línia ferroviària.

## Estacions
| Estació                         | Municipi                 | Correspondències | Serveis                                                           |
| ------------------------------- | ------------------------ | ---------------- | ----------------------------------------------------------------- |
| Terrassa Estació del Nord       | Terrassa                 |                  | Ascensor · Servei d'autobús urbà                                  |
| Terrassa Can Boada              | en projecte              | en projecte      |                                                                   |
| Sant Vicenç de Castellet        | Sant Vicenç de Castellet |                  |                                                                   |
| Manresa                         | Manresa                  |                  | Aparcament · Servei d'autobús urbà                                |
| Rajadell                        | Rajadell                 |                  | Aparcament                                                        |
| Aguilar de Segarra              | Aguilar de Segarra       |                  |                                                                   |
| Seguers - Sant Pere Sallavinera | Sant Pere Sallavinera    |                  |                                                                   |
| Calaf                           | Calaf                    |                  | Aparcament                                                        |
| Sant Martí Sesgueioles          | Sant Martí Sesgueioles   |                  | Aparcament                                                        |
| Sant Guim de Freixenet          | Sant Guim de Freixenet   |                  | Aparcament                                                        |
| Cervera                         | Cervera                  |                  | Aparcament · Ascensor · Estació d'autobús                         |
| Tàrrega                         | Tàrrega                  |                  | Aparcament · Servei d'autobús urbà                                |
| Anglesola                       | Anglesola                |                  | Aparcament                                                        |
| Bellpuig                        | Bellpuig                 |                  | Aparcament                                                        |
| Castellnou de Seana             | Castellnou de Seana      |                  | Aparcament                                                        |
| Golmés                          | Golmés                   |                  | Aparcament                                                        |
| Mollerussa                      | Mollerussa               |                  | Aparcament · Estació d'autobús                                    |
| Bell-lloc d'Urgell              | Bell-lloc d'Urgell       |                  | Aparcament                                                        |
| Lleida Pirineus                 | Lleida                   |                  | Aparcament · Ascensor · Estació d'autobús · Servei d'autobús urbà |